# Xã Baker, Quận Kidder, Bắc Dakota
Xã Baker (tiếng Anh: Baker Township) là một xã thuộc quận Kidder, tiểu bang Bắc Dakota, Hoa Kỳ. Năm 2010, dân số của xã này là 39 người.